# Pierwsza edycja Seiyū Awards
Pierwsza edycja Seiyū Awards – ceremonia wręczenia nagród japońskim aktorom głosowym, która odbyła się w dniu 3 marca 2007 r. w Akiba Theater 3D w Akihabara (Tokio). Głosowanie trwało od 21 października 2006 do 10 stycznia 2007.

## Nomonowani i zwycięzcy

### Najlepszy aktor pierwszoplanowy
| Nominowani       | Postać animowana   | Anime                                             | Zwycięzca |
| ---------------- | ------------------ | ------------------------------------------------- | --------- |
| Jun Fukuyama     | Lelouch Lamperouge | Code Geass                                        | Wygrana   |
| Rikiya Koyama    | Hakuoro            | Utawarerumono                                     |           |
| Takahiro Sakurai | Haseo              | .hack//Roots                                      |           |
| Tomokazu Sugita  | Kyon               | Melancholia Haruhi Suzumiyi                       |           |
| Tomokazu Seki    | Kenichi Shirahama  | Shijō saikyō no deshi Ken’ichi                    |           |
| Soichiro Hoshi   | Keiichi Maebara    | Higurashi no naku koro ni                         |           |
| Shin’ichirō Miki | Ryuusei Date       | Super Robot Wars Original Generation: Divine Wars |           |
| Mamoru Miyano    | Light Yagami       | Death Note                                        |           |
| Masakazu Morita  | Ichigo Kurosaki    | Bleach                                            |           |
| Hiroyuki Yoshino | Zedd               | Kiba                                              |           |

### Najlepsza aktorka pierwszoplanowa
| Nominowani      | Postać animowana                       | Anime                       | Zwycięzca |
| --------------- | -------------------------------------- | --------------------------- | --------- |
| Romi Park       | Nana Osaki                             | NANA                        | Wygrana   |
| Ayako Kawasumi  | Saber                                  | Fate/stay night             |           |
| Rie Kugimiya    | Louise Françoise le Blanc de la Valiel | Zero no Tsukaima            |           |
| Houko Kuwashima | Kou Shuurei                            | Colourcloud Palace          |           |
| Maaya Sakamoto  | Haruhi Fujioka                         | Ouran High School Host Club |           |
| Rie Tanaka      | Hiroko Matsukata                       | Hataraki Man                |           |
| Yukari Tamura   | Akazukin                               | Otogi-Jushi Akazukin        |           |
| Mamiko Noto     | Masane Amaha                           | Witchblade                  |           |
| Aya Hirano      | Haruhi Suzumiya                        | Melancholia Haruhi Suzumiyi |           |
| Yui Horie       | Youko                                  | Inukami!                    |           |

### Najlepsi aktorzy ról drugoplanowych
| Nominowani        | Postać animowana | Anime                                                          | Zwycięzca |
| ----------------- | ---------------- | -------------------------------------------------------------- | --------- |
| Akira Ishida      | Athrun Zala      | Mobile Suit Gundam Seed Destiny                                | Wygrana   |
| Kouki Miyata      | Kazumi Yoshinaga | Yoshinaga-san Chi no Gargoyle                                  | Wygrana   |
| Ryōtarō Okiayu    | Byakuya Kuchiki  | Bleach: Memories of Nobody                                     |           |
| Katsuyuki Konishi | Shinobu Ousaki   | La Corda D’Oro ~primo passo~                                   |           |
| Takahiro Sakurai  | Suzaku Kururugi  | Code Geass: Lelouch of the Rebellion                           |           |
| Tomokazu Sugita   | Takumi Mayama    | Hachimitsu to Clover II                                        |           |
| Ken’ichi Suzumura | Hikaru Hitachīn  | Ouran High School Host Club                                    |           |
| Junichi Suwabe    | Archer           | Fate/stay night                                                |           |
| Soichiro Hoshi    | Kira Yamato      | Mobile Suit Gundam Seed Destiny Final Plus – The Chosen Future |           |
| Norio Wakamoto    | Gargoyle         | Yoshinaga-san Chi no Gargoyle                                  |           |

### Najlepsze aktorki ról drugoplanowych
| Nominowani       | Postać animowana | Anime                                                          | Zwycięzca |
| ---------------- | ---------------- | -------------------------------------------------------------- | --------- |
| Ami Koshimizu    | Kallen Kōzuki    | Code Geass – Lelouch of the Rebellion                          | Wygrana   |
| Yuko Goto        | Mikuru Asahina   | Melancholia Haruhi Suzumiyi                                    | Wygrana   |
| Rie Kugimiya     | Kagura           | Gintama                                                        |           |
| Miyuki Sawashiro | Aruru            | Utawarerumono                                                  |           |
| Rie Tanaka       | Lacus Clyne      | Mobile Suit Gundam Seed Destiny Final Plus – The Chosen Future |           |
| Yukari Tamura    | Rika Furude      | Higurashi no naku koro ni                                      |           |
| Megumi Toyoguchi | Dawn Hikari      | Pokémon: Diament i Perła                                       |           |
| Mamiko Noto      | Yakumo Tsukamoto | School Rumble                                                  |           |
| Aya Hirano       | Misa Amane       | Death Note                                                     |           |
| Yuki Matsuoka    | Orihime Inoue    | Bleach                                                         |           |

### Najlepsze objawienie wśród aktorów
| Nominowani       | Postać animowana   | Anime                              | Zwycięzca |
| ---------------- | ------------------ | ---------------------------------- | --------- |
| Tetsuya Kakihara | Mikoto Yutaka      | Princess Princess                  | Wygrana   |
| Masakazu Morita  | Ichigo Kurosaki    | Bleach                             | Wygrana   |
| Miyu Irino       | Syaoran Li         | Tsubasa Chronicle                  |           |
| Daisuke Ono      | Itsuki Koizumi     | Melancholia Haruhi Suzumiyi        |           |
| Tomokazu Sugita  | Kyon               | Melancholia Haruhi Suzumiyi        |           |
| Tatsuhisa Suzuki | Dick Arkain        | Gaiking: The Legend of Daikū Maryū |           |
| Takuma Terashima | Wataru Harue       | Princess Princess                  |           |
| Wataru Hatano    | Shinsan            | Honey and Clover II                |           |
| Jun Fukuyama     | Lelouch Lamperouge | Code Geass                         |           |
| Mamoru Miyano    | Light Yagami       | Death Note                         |           |

### Najlepsze objawienie wśród aktorek
| Nominowani     | Postać animowana   | Anime                       | Zwycięzca |
| -------------- | ------------------ | --------------------------- | --------- |
| Aya Hirano     | Haruhi Suzumiya    | Melancholia Haruhi Suzumiyi | Wygrana   |
| Yui Kano       | Momoko Kuzuryu     | Sumomo mo Momo mo           | Wygrana   |
| Eri Kitamura   | Saya Otonashi      | Blood+                      |           |
| Ami Koshimizu  | Tenma Tsukamoto    | School Rumble               |           |
| Yū Kobayashi   | Setsuna Sakurazaki | Negima!?                    |           |
| Momoko Saito   | Solty Revant       | SoltyRei                    |           |
| Kanako Sakai   | Aka Onda           | REC                         |           |
| Minori Chihara | Yuki Nagato        | Melancholia Haruhi Suzumiyi |           |
| Yui Makino     | Misaki Nakahara    | Welcome to the N.H.K.       |           |
| Ui Miyazaki    | Iroha Miyamoto     | Sumomo mo Momo mo           |           |

### Najlepszy występ muzyczny
| Nominowani                            | Piosenka                        | Anime                                               | Zwycięzca |
| ------------------------------------- | ------------------------------- | --------------------------------------------------- | --------- |
| Nana Mizuki                           | „Justice to Believe”, czołówka  | Wild Arms V                                         | Wygrana   |
| Maaya Sakamoto                        | „Kazemachi Jet”, ending         | Tsubasa Chronicle                                   |           |
| Tatsuhisa Suzuki                      | „Heated Heart”, czołówka        | Kimi to Study                                       |           |
| Junichi Suwabe                        | „Jet Drive”, image song         | Tennis no ōjisama                                   |           |
| Naozumi Takahashi                     | „Ashita no Kioku”, czołówka     | Black Blood Brothers                                |           |
| Kishō Taniyama                        | „Infinite Love”, czołówka       | Koi Suru Tenshi Angelique - Kokoro no Mezameru Toki |           |
| Yukari Tamura                         | „Ever-Never-Land”, czołówka     | Otogi-Jushi Akazukin                                |           |
| Aya Hirano                            | „Bouken Desho Desho?”, czołówka | Melancholia Haruhi Suzumiyi                         |           |
| Aya Hirano, Minori Chihara, Yuko Goto | „Hare Hare Yukai”, ending       | Melancholia Haruhi Suzumiyi                         |           |
| Yui Horie                             | „Hikari”, czołówka              | Inukami!                                            |           |

### Najlepsza osobowość radiowa
| Nominowani         | Program radiowy                                 | Stacja radiowa | Zwycięzca |
| ------------------ | ----------------------------------------------- | -------------- | --------- |
| Masumi Asano       | A&G Super Radio Show – Anispa!                  | JOQR           | Wygrana   |
| Rikiya Koyama      | Utawarerumono Radio                             | Internet radio |           |
| Takahiro Sakurai   | Comchat Countdown                               | JOQR           |           |
| Ken’ichi Suzumura  | Mitsuo Iwata & Ken’ichi Suzumura Sweet Ignition | OBC            |           |
| Yukari Tamura      | Tamura Yukari no Itazura Kuro Usagi             | JOQR           |           |
| Megumi Hayashibara | Hayashibara Megumi no Heartful Station          | Radio Kansai   |           |
| Yui Horie          | Horie Yui no Tenshi no Tamago                   | JOQR           |           |
| Nana Mizuki        | Mizuki Nana no Smile Gang                       | JOQR           |           |
| Kouki Miyata       | Tokyo Anime Center Radio                        | JOQR           |           |
| Ryōka Yuzuki       | Utawarerumono Radio                             | Internet radio |           |

### Nagroda za osiągnięcia artystyczne
| Zwycięzcy    | Agencja           |
| ------------ | ----------------- |
| Tōru Ōhira   | Ohira Production  |
| Masako Ikeda | Haikyo            |
| Noriko Ohara | Production Baobab |
| Mariko Mukai | 81 Produce        |

### Nagroda za specjalne osiągnięcia
- Kei Tomiyama[1] (pośmiertnie)

### Nagroda Synergy
- Pokémon[1]